# 道の駅たかはた
道の駅たかはた（みちのえき たかはた）は、山形県東置賜郡高畠町にある国道113号の道の駅である。愛称はまほろばステーション。
2000年（平成12年）8月18日に道の駅に登録された。

## 施設
- 駐車場
  - 普通車：73台
  - 大型車：8台
  - 身障者用：2台
- トイレ
  - 男：大 4器（2器）、小 10器（5器）
  - 女：10器（5器）
  - 身障者用：2器（1器）

※（）内は、24時間利用可能
- 公衆電話：1台
- レストラン（10:00 - 17:00）
- 地域特産物販売所
- ウォーキングセンター
  - 自然観察展示
  - シャワー
- 休憩所
- 観光案内所

## 休館日
- 無休

## アクセス
- 国道113号
- 国道399号から町道を北上

## 周辺
- まほろば古の里歴史公園